# Сандстон (Міннесота)
Сандстон (англ. Sandstone) — місто (англ. city) в США, в окрузі Пайн штату Міннесота. Населення — 2462 особи (2020).

## Географія
Сандстон розташований за координатами 46°7′45″ пн. ш. 92°51′52″ зх. д. / 46.12917° пн. ш. 92.86444° зх. д. (46.129036, -92.864553).  За даними Бюро перепису населення США в 2010 році місто мало площу 14,05 км², з яких 13,63 км² — суходіл та 0,43 км² — водойми.

## Демографія
Згідно з переписом 2010 року, у місті мешкало 2849 осіб у 602 домогосподарствах у складі 362 родин. Густота населення становила 203 особи/км².  Було 652 помешкання (46/км²).
Расовий склад населення:
| - 71,5 % — білих - 15,5 % — чорних або афроамериканців - 5,7 % — корінних американців - 0,6 % — азіатів - 0,1 % — вихідців з тихоокеанських островів - 3,6 % — осіб інших рас |

До двох чи більше рас належало 2,9 %. Частка іспаномовних становила 11,0 % від усіх жителів.
За віковим діапазоном населення розподілялося таким чином: 14,6 % — особи молодші 18 років, 75,6 % — особи у віці 18—64 років, 9,8 % — особи у віці 65 років та старші. Медіана віку мешканця становила 34,9 року. На 100 осіб жіночої статі у місті припадало 245,3 чоловіків;  на 100 жінок у віці від 18 років та старших — 292,9 чоловіків також старших 18 років.
Середній дохід на одне домашнє господарство  становив 46 439 доларів США (медіана — 40 673), а середній дохід на одну сім'ю — 50 995 доларів (медіана — 44 625). Медіана доходів становила 36 563 долари для чоловіків та 29 107 доларів для жінок. За межею бідності перебувало 18,8 % осіб, у тому числі 25,3 % дітей у віці до 18 років та 12,0 % осіб у віці 65 років та старших.
Цивільне працевлаштоване населення становило 686 осіб. Основні галузі зайнятості: мистецтво, розваги та відпочинок — 29,2 %, освіта, охорона здоров'я та соціальна допомога — 23,8 %, публічна адміністрація — 13,4 %, роздрібна торгівля — 11,1 %.